# Linguaglossa
Linguaglossa – miejscowość i gmina we Włoszech, w regionie Sycylia, w prowincji Katania. Nazwę miejscowości stanowi powtórzenie wyrazu oznaczającego "język" w dwóch językach: lingua (po łacinie) i glossa (po grecku).
Według danych na rok 2004 gminę zamieszkiwało 5287 osób, 91,2 os./km².